# Diversidad sexual en Gabón
Las personas lesbianas, gays, bisexuales y transgénero (LGBT) en Gabón enfrentan desafíos legales que no experimentan los residentes no LGBT. Excepto por un período entre julio de 2019 y junio de 2020, la actividad sexual entre personas del mismo sexo nunca ha sido ilegal en Gabón.
Las parejas del mismo sexo y los hogares encabezados por parejas del mismo sexo no son elegibles para las mismas protecciones legales disponibles para las parejas del sexo opuesto y las personas LGBT enfrentan estigmatización entre la población en general.
En diciembre de 2008, Gabón copatrocinó y firmó la declaración no vinculante de la ONU sobre orientación sexual e identidad de género que pide la despenalización global de la homosexualidad, uno de los únicos seis países africanos en hacerlo. En 2011, sin embargo, Gabón votó en contra de la Declaración sobre orientación sexual e identidad de género en las Naciones Unidas, condenando la violencia y la discriminación contra las personas LGBT.

## Leyes relativas a la actividad sexual entre personas del mismo sexo
Tras la independencia del país de Francia en 1960 y hasta 2019, las relaciones entre personas del mismo sexo no habían sido penalizadas. Sin embargo, la edad de consentimiento sexual siempre ha sido diferente. Los actos sexuales entre sexos opuestos requerían una edad mínima de 18 años, mientras que los actos sexuales entre personas del mismo sexo requerían la edad mínima de 21. A pesar de esto, el Comité de Derechos Económicos, Sociales y Culturales informó en 2013 que Gabón continúa en un entorno altamente discriminatorio para las personas LGBT, "que puede ser la razón por la que los informes LGBT de incidencias son tan bajos".
El 5 de julio de 2019, Gabón promulgó revisiones a su Código Penal que criminalizaba las relaciones homosexuales consentidas entre adultos con una pena potencial de prisión de hasta 6 meses y/o una multa de hasta 5 millones de francos CFA. Según Davis Mac-Iyalla de Interfaith Diversity Network of West Africa, afirmó que conocía a dos hombres en Gabón que ya habían sido arrestados bajo la ley y tuvieron que sobornar a la policía para que los dejaran en libertad. El 23 de junio de 2020, la Asamblea Nacional aprobó el proyecto de ley del gobierno para despenalizar las relaciones sexuales entre personas del mismo sexo. Fue aprobado por el Senado el 29 de junio y firmado por el presidente Ali Bongo el 7 de julio de 2020.

## Reconocimiento de las relaciones entre personas del mismo sexo
No existe ningún tipo de reconocimiento legal de las parejas formadas por personas del mismo sexo.

## Protecciones contra la discriminación
No existe protección legal contra la discriminación basada en la orientación sexual o la identidad de género.

## Condiciones de vida
El Informe de Derechos Humanos de 2010 del Departamento de Estado de los Estados Unidos encontró que "la discriminación y la violencia contra las personas lesbianas, gays, bisexuales y transgénero (LGBT) era un problema, y las personas LGBT a menudo mantenían su condición en secreto de la comunidad por temor a ser acosadas o discriminadas".